# Juan González Alacreu
Juan González Alacreu es un pintor e historietista español (Burriana, 1937). 

## Biografía
Juan González Alacreu nació en Burriana, Castellón, en 1937. Comenzó ya con ocho años a tomar clases en la Escuela de Artes y Oficios; con sólo dieciséis obtuvo una beca para la estudiar en Escuela de Bellas Artes de San Carlos de Valencia, donde tuvo como profesores a Sanchís Gago, Genaro Lahuerta y Bayarri
Trabajó durante años en la ilustración para varias editoriales, entre otras, trabajó en la editorial independiente Creo. 
En 1968 constituyó con Frejo y Alfredo Sanchis Cortés el equipo Art Studium, dedicado a la producción de libros ilustrados infantiles y series para el mercado exterior.
Finalizada su etapa como ilustrador decidió dedicarse por entero a la pintura. Su obra se destaca por un arte, donde la pureza del dibujo es la base de su trabajo, para más tarde pintar la luz, los trasluces y los reflejos, con pinceladas vigorosas, llenas de óleo
En su pintura se ve una gran influencia de pintores valencianos como Sorolla. Ha sido pintor oficial de la fallera mayor de Valencia durante muchos años. Su obra ha sido expuesta en numerosas salas de arte y se encuentra en colecciones privadas de todo el mundo.
La figura femenina es la protagonista en la mayor parte de sus cuadros, aunque siempre unió a ellas, el paisaje mediterráneo, las escenas costumbristas de la vida valenciana, tanto en interiores, en actividades de la vida diaria y en sus quehaceres en los arrozales y la Albufera, bien con cielos limpios y luminosos como encapotados, tan comunes en la región.
Su temática es muy diversa, despertando gran expectación sus cuadros de mujeres valencianas, vistiendo el traje regional con gran elegancia, en estos cuadros, se puede apreciar con gran realismo, la gran riqueza de vestidos y aderezos. 
Es obvio que adora “su” paisaje y le apasionan la luz y las costumbres de la  Comunidad Valenciana, plasmándolo en su obra, de forma inteligente e intuitiva en lo cromático, y con casi perfecta en la plasticidad.
Algunos expertos en arte, han encuadrado su obra, dentro clasicismo-impresionismo, con una notable influencia de la de Joaquín Sorolla, sobre todo en la técnica. Es además un gran retratista, pintando a grandes personajes de la sociedad y de la política valenciana.
Durante muchos años fue el pintor oficial de la fallera mayor en Valencia; esos grandes retratos están expuestos en el Museo Fallero de esa ciudad. Es una costumbre popular en tiempos de Fallas, visitar su exhibición, convirtiéndose ya, en una tradición de las fiestas de esa comunidad autónoma.
| Años | Título                      | Guionista         | Tipo                                          | Publicación                                           |
| ---- | --------------------------- | ----------------- | --------------------------------------------- | ----------------------------------------------------- |
| 1959 | El Capitán Hispania         | Federico Amorós   | Serial                                        | Creo                                                  |
| 1959 | Davi Roy                    | Vicente Tortajada | Serial tras José Luis y junto a Navarro Costa | Creo                                                  |
| 1960 | Los Cazadores de Cabelleras | Alfonso Arizmendi | Monografía                                    | Valenciana: Selección de Aventuras Ilustradas, núm. 2 |
| 1961 | Jim Dale, la Máscara        | J. Maraboto       | Serial                                        | Creo                                                  |
| 1969 | Soldado invicto             | Pedro Quesada     | Monografía (sólo como entintador)             | M. Rollán                                             |
| 1980 | Hansel y Gretel             | Pedro Quesada     | Monografía junto a Frejo                      | RM: Fantasía de Siempre, núm. 75                      |